# Илку, Марьета
Марьета Илку (рум. Marieta Ilcu; род. 16 октября 1962, Дарабани, Ботошани) — румынская легкоатлетка, специалистка по прыжкам в длину и спринту. Выступала за сборную Румынии по лёгкой атлетике в 1979—1996 годах, чемпионка мира в помещении, обладательница серебряных медалей чемпионатов Европы в помещении и на открытом стадионе, победительница Всемирной Универсиады, действующая рекордсменка страны в эстафете 4×100 метров, участница летних Олимпийских игр в Барселоне.

## Биография
Марьета Илку родилась 16 октября 1962 года в городе Дарабани, жудец Ботошани.
Впервые заявила о себе в лёгкой атлетике на международном уровне в сезоне 1979 года, когда вошла в состав румынской сборной и выступила на турнире в Праге, где с результатом в 6 метров ровно выиграла в прыжках в длину серебряную медаль.
В 1984 году в той же дисциплине стала бронзовой призёркой на чемпионате Румынии в Бухаресте.
Будучи студенткой, в 1985 году представляла Румынию на Всемирной Универсиаде в Кобе — в зачёте прыжков в длину завоевала здесь бронзовую награду. На Балканских играх в Стара-Загоре вместе с соотечественницами установила ныне действующий национальный рекорд в эстафете 4×100 метров — 44,18.
В 1986 году в прыжках в длину заняла седьмое место на чемпионате Европы в помещении в Мадриде.
В 1987 году в той же дисциплине взяла бронзу на чемпионате Румынии в Питешти, одержала победу на Всемирной Универсиаде в Загребе, выступила на чемпионате мира в Риме, где выйти в финал не смогла.
В 1988 году закрыла десятку сильнейших на чемпионате Европы в помещении в Будапеште, получила серебро на Балканских играх в Анкаре.
В 1989 году выиграла серебряную медаль на чемпионате мира в помещении в Будапеште, уступив только советской прыгунье Галине Чистяковой. На домашних соревнованиях в Питешти превзошла всех соперниц и установила свой личный рекорд в прыжках в длину — 7,08 метра. Позднее также стала второй на Всемирной Универсиаде в Дуйсбурге и на Кубке мира в Барселоне.
В 1990 году была пятой на чемпионате Европы в помещении в Глазго, выиграла серебряную медаль на чемпионате Европы в Сплите, где её превзошла лишь представительница Восточной Германии Хайке Дрекслер.
В 1991 году завоевала бронзовую награду на чемпионате мира в помещении в Севилье, заняла шестое место на чемпионате мира в Токио.
На чемпионате Европы в помещении 1992 года в Генуе стала серебряной призёркой. Благодаря череде успешных выступлений удостоилась права защищать честь страны на летних Олимпийских играх в Барселоне — на предварительном квалификационном этапе прыжков в длину показала результат 6,46 метра, чего оказалось недостаточно для выхода в финальную стадию соревнований.
В 1993 году победила на чемпионате мира в помещении в Торонто, выступила на чемпионате мира в Штутгарте.
В 1995 году в прыжках в длину заняла восьмое место на чемпионате мира в помещении в Барселоне.
В 1996 году отметилась выступлением на чемпионате Европы в помещении в Стокгольме. По окончании сезона завершила спортивную карьеру.
За выдающиеся спортивные достижения признана заслуженным мастером спорта и почётным гражданином города Хунедоара. В 2004 году награждена орденом «За спортивные заслуги» 3-й степени.